# Atashin'chi
Atashin'chi (あたしンち, abreviação de "atashi no uchi", literalmente "meu lar ou minha família", na forma feminina e na falada)  é um mangá criado por Eiko Kera, em 1994. Foi adaptado para anime em 2002 pela Shin'ei Animation.
A história é sobre o dia-a-dia da família Tachibana, que é composta por quatro pessoas: o pai, a mãe, e seus filhos Mikan e Yuzu.

## Personagens

### Família Tachibana
- Pai - seiyū:Kenichi Ogata
- Mãe - seiyū: Kumiko Watanabe
- Mikan (立花 みかん Tachibana Mikan - seiyū: Fumiko Orikasa)
- Yuzu (立花 ユズヒコ Tachibana Yuzuhiko - seiyū: Daisuke Sakaguchi

### Amigos da Mãe
- Avó (ばーちゃん)
- Avô (じーちゃん)
- Mizushima (水島(みずしま))
- Toyama (戸山(とやま))
- Misumi (三角(みすみ))
- Mori (森(もり))
- Suzuki (鈴木(すずき))
- Beautician (美容師)
- Landlady (大家)

### Amigos de Mikan
- Shimichan (しみちゃん)
- Yukarin (ゆかりん)
- Asada (浅田(あさだ))
- Kajii (梶井（かじい）)
- Rio (理央（りお）)
- Nitta (新田（にった）)
- Namorado de Nitta (新田の彼氏)
- Yoshioka (吉岡（よしおか）)
- Iwaki (岩木（いわき）)
- Nobara (のばら)
- Mie (ミエ)
- Fubuki Haruyama (春山 ふぶき（はるやま ふぶき）)
- Ooyama (大山（おおやま）)
- Murakami (村上（むらかみ）先生)
- Miyajima (宮嶋（みやじま）先生)
- Ogawa (小川（おがわ）先生)
- Professor de Inglês (英語の先生)
- Ichiko Yoshida (吉田 一子（よしだ いちこ）)
- Oyama (小山（おやま）)
- Aki (アキ)

### Amigos de Yuzu
- Fujino (藤野（ふじの）)
- Kawashima (川島（かわしま）)
- Yamashita (山下（やました）)
- Yuri Ishida (石田 ゆり（いしだ ゆり）)
- Sudou (須藤（すどう）)
- Friend 1 (友達1)
- Nasuo Arai (新井 ナスオ（あらい なすお）)
- A-ko (A子（えーこ）)
- B-ko (B子（びーこ）)
- Hara (原（はら）先生)
- PE teacher (体育の先生)
- Teacher (老師)
- Marumi Maruno (丸野 丸美（まるの まるみ）)

## Músicas

### Aberturas
1. 「さらば」/"Saraba" de Kinmokusei (Episodes 1-142) 
2. 「あたしンちの唄」/"Atashin'chi no Uta" de Kyoko Koizumi (Episodes 143-) 

### Encerramentos
1. 「来て来てあたしンち」/"Kite Kite Atashin'chi" de Aya Hirayama, adaptado pelo Sr. Edward Elgar's Pomp and Circumstance Marches (Episódios 1-161)
2. 「Let's Go! あたしンち」/"Let's Go! Atashin'chi" de Tachibanas (Kumiko Watanabe, Fumiko Orikasa, Daisuke Sakaguchi, Kenichi Ogata) (Episódios 162-232) 
3. 「ほっとっとっとな まいにち」de Kigurumichiko (Episódios 233-)

### Outros
1. Karaoke tenkoku (カラオケ天国, Karaoke tenkoku) de Mikan (Fumiko Orikasa)
2. Jounetsu no akai bara (情熱の赤いバラ, Jounetsu no akai bara) de Mãe (Kumiko Watanabe)